# Danske Fodterapeuter
Danske Fodterapeuter blev etableret i 1932 og er samlingspunkt for statsautoriserede fodterapeuter i Danmark. Brancheorganisationen har cirka 1.800 medlemmer og har kontor i Albertslund.
Foreningen varetager medlemmernes faglige, juridiske og økonomiske interesser. Stort set alle landets fodterapeuter er organiserede i Danske Fodterapeuter, og langt størstedelen af de godt 1800 medlemmer er selvstændige erhvervsdrivende. Danske Fodterapeuter forhandler overenskomst med den offentlige sygesikring på medlemmernes vegne.
Danske Fodterapeuter er medlem af Sundhedskartellet , FH (tidligere medlem af FTF) og International Federation of Podiatrists (FIP) Arkiveret 28. februar 2019 hos  Wayback Machine. Danske Fodterapeuter er desuden medlemmernes talerør i medierne, blandt samarbejdspartnere og i relevante politiske fora. Foreningens medlemsblad er Fodterapeuten.
Foreningens formand er statsautoriseret fodterapeut Tina Christensen. Sekretariatschef er Lea Stentoft Berling.

## Eksterne kilder, links og henvisninger
- Danske Fodterapeuters hjemmeside